# Hasta los huesos
Hasta los huesos es un cortometraje de animación mexicano de comedia de terror musical de 2002 escrito y realizado por el cineasta René Castillo y producido por Calavera Films en asociación con Roberto Rochín, con apoyo del Instituto Mexicano de Cinematografía (Imcine) y el Consejo Nacional para la Cultura y las Artes (Conaculta) a través del Fondo Nacional para la Cultura y las Artes (Fonca).
El cortometraje hace alusión a la muerte en forma graciosa, característica del mexicano. Un hombre muere (con voz de Bruno Bichir) y desciende al mundo de los muertos, en donde es recibido con una fiesta bohemia por un gusano, calacas sonrientes y la mismísima Catrina quien le canta sensualmente. Después de un rato de diversión y coqueteo, el hombre descubre que, después de todo, estar muerto no es tan malo.
Su producción duró más de 3 años, y su sola filmación fue de año y medio; se necesitaron alrededor de 15 mil movimientos de los más de 70 personajes que componen este cortometraje de once minutos; en la música destaca la participación de Café Tacuba y la interpretación de Eugenia León.
Hasta los huesos se estrenó en marzo de 2001 en la 16.a edición de la Muestra de Cine de Guadalajara. Este cortometraje es el más caro de la historia de la animación en México con un costo de alrededor de 3 millones de pesos.[cita requerida]